# Martha Mvungi
Martha Mvungi, nhũ danh Martha V. Mlangala là một nhà văn người Tanzania bằng cả tiếng Swirin và tiếng Anh.
Three Solid Stones (1975) là một tập hợp các câu chuyện dân gian Hehe và Bena trong bản dịch tiếng Anh.
Từ năm 1995, Mvungi là Giám đốc của một trường học, Trường Ecacs, nơi cô thành lập ở ngoại ô Dar es Salaam.

## Công trình
Anh
- 'Đó có phải là ảo ảnh không?', Darlite, IV, 2 (1970), 34-38
- Three Solid Stones, 1975. London: Giáo dục Heinemann. Nhà văn Châu Phi Series 159.
- Tiến thoái lưỡng nan của Yasin, 1985
- Yasin gặp rắc rối, 1990

Tiếng Swahili
- Hana hatia, 1975
- Chale Anatumwa sokoni, 1982
- Lwidiko, 2003